# 248-й истребительный авиационный полк (первого формирования)
248-й истребительный авиационный полк (248-й иап) — воинская часть Военно-Воздушных сил (ВВС) Вооружённых Сил РККА, сформированная в годы Великой Отечественной войны.

## Наименования полка

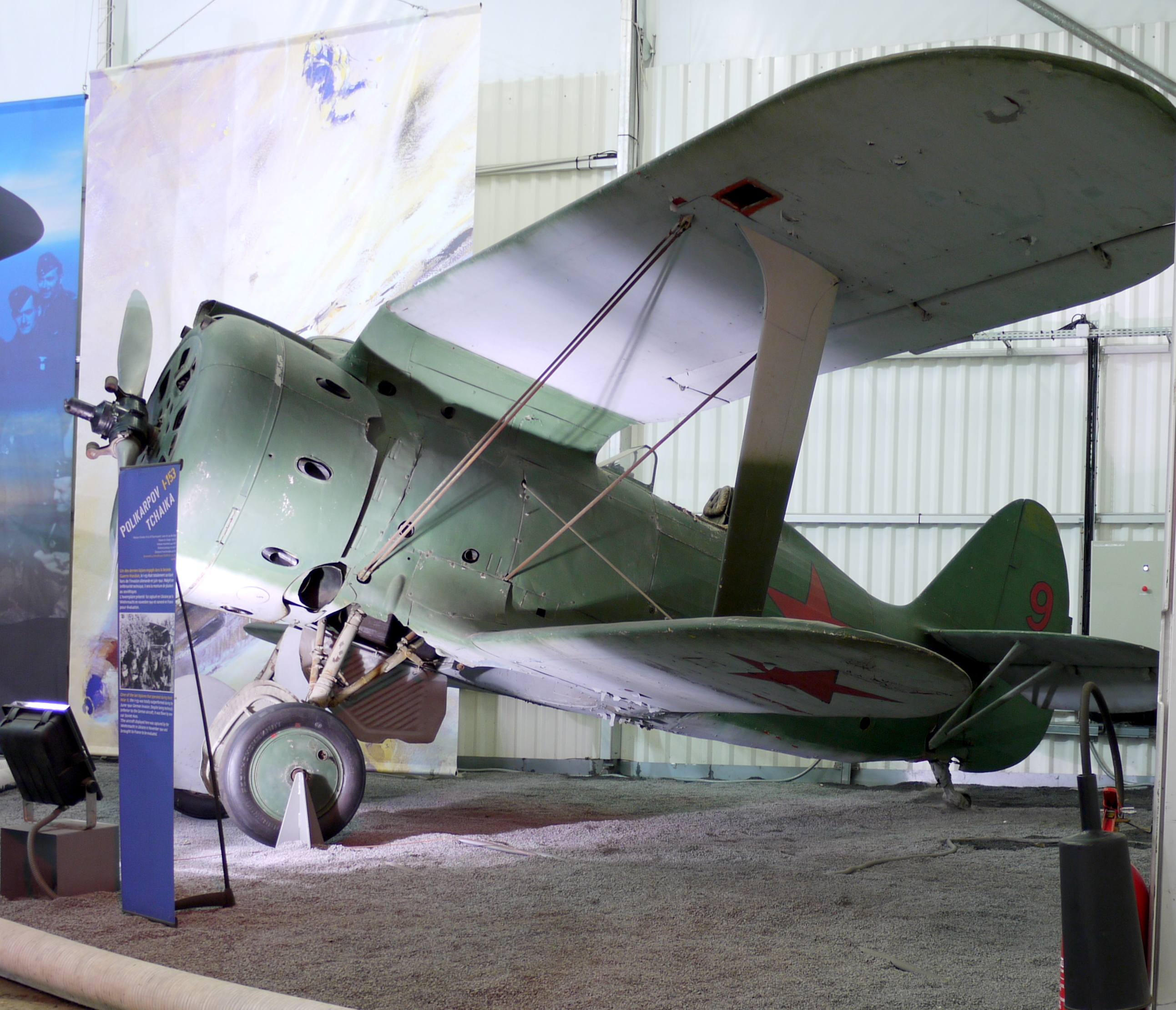
И-153

- 248-й истребительный авиационный полк

## Создание полка
248-й истребительный авиационный полк сформирован в мае 1941 года в 44-й истребительной авиационной дивизии Киевского особого военного округа на аэродроме г. Винница на самолётах И-153.

## Расформирование полка
248-й истребительный авиационный полк 5 августа 1941 года был расформирован.

## В действующей армии
В составе действующей армии:
- с 22 июня 1941 года по 5 августа 1941 года.

## Командиры полка
- капитан Халутин[3]

## В составе соединений и объединений
| Период        | Фронт (округ)                 | армия                         | дивизия                                 | примечание                                                      |
| ------------- | ----------------------------- | ----------------------------- | --------------------------------------- | --------------------------------------------------------------- |
| 05.1941 г.    | Киевский особый военный округ | ВВС Киевского военного округа | 44-я истребительная авиационная дивизия | Винница, И-153                                                  |
| 22.06.1941 г. | Юго-Западный фронт            | ВВС Юго-Западного фронта      | 44-я истребительная авиационная дивизия | Находился в стадии формирования, имея в боевом составе 37 И-153 |
| 27.06.1941 г. | Юго-Западный фронт            | ВВС Юго-Западного фронта      | 44-я истребительная авиационная дивизия | завершил формирование, И-153                                    |
| 14.07.1941 г. | Юго-Западный фронт            | ВВС 12-й армии                | 44-я истребительная авиационная дивизия | И-153                                                           |
| 30.07.1941 г. | Юго-Западный фронт            | ВВС Юго-Западного фронта      |                                         | в прямом подчинении штаба ВВС фронта                            |
| 30.07.1941 г. | Юго-Западный фронт            | ВВС Юго-Западного фронта      |                                         | расформирован                                                   |

## Участие в сражениях и битвах
- Приграничные сражения — с 22 июня 1941 года по 29 июня 1941 года.
- Киевская операция — с 7 июля 1941 года по 5 августа 1941 года.

## Статистика боевых действий
Всего за годы Великой Отечественной войны полком:
| Выполнено боевых вылетов | Сбито самолётов противника в воздушных боях | Сбито самолётов противника всего |
| ------------------------ | ------------------------------------------- | -------------------------------- |
| 625                      | 3                                           | 8                                |

Свои потери:
| Потеряно самолётов, всего | Погибло лётчиков всего |
| ------------------------- | ---------------------- |
| 14                        | нет данных             |

## Базирование
| Период               | Аэродромы        |
| -------------------- | ---------------- |
| 05.1941 — 22.06.1941 | Винница, Украина |

## Самолёты на вооружении
| Период      | Самолёты |
| ----------- | -------- |
| 1941 — 1941 | И-153    |